# گروه رسانه‌ای پرایوت
گروه رسانه‌ای پرایوت (به انگلیسی: Private Media Group) یک توزیع و تولیدکننده سرگرمی‌های بزرگسالان است که که محصولاتش را با DVD، اینترنت و موبایل به انتشار عمومی می‌رساند. در سال ۱۹۶۵ مجله پرایویت توسط برت میلتون به عنوان اولین مجله تمام رنگی هاردکر در استکهلم سوئد منتشر شد.

## خطوط تولید
این شرکت از طریق DVD , Video on Demand (VOD) , Internet Protocol Television (IPTV) , PSP، تلفن همراه و مجلات محتوا را ارائه می‌دهد. این فیلم از طریق خدمات Hotel Pay Per View فیلمهای سرگرمی بزرگسالان را برای هزاران هتل بزرگ در سراسر جهان فراهم می‌کند. این شرکت همچنین کانالهای بزرگسالان Private TV (اروپا) و طلای خصوصی (آمریکای لاتین)
را اداره می‌کند. در سال ۱۹۹۸ این شرکت Private Circle، یک برچسب لباس طراح را در جشنواره فیلم کن راه اندازی کرد. بعداً این برچسب به لباس خصوصی تغییر یافت و یک بوتیک در لس آنجلس افتتاح شد.
در اوت ۲۰۰۸ گروه خصوصی رسانه اعلام کرد که برای همکاری در مارک دورسل اتحادی ایجاد کرده‌است بازار فیلم خانگی. این همکاری با توافق‌نامه توزیع DVD سه ساله برای فرانسه آغاز شد و انتظار می‌رود که مناطق دیگر نیز اضافه شوند، و فرصت‌های اضافی را در مناطق دیگر جستجو کنید. همچنین انتظار می‌رود که Private و Dorcel در سیستم عامل‌های توزیع از جمله اینترنت و IPTV / VOD در فرانسه و در سراسر اروپا.
شرکت در سال ۲۰۰۹ خرید فیلم از شرکت‌های درخواستی Gamelink LLC و Sureflix و شرکت فناوری تجارت الکترونیکی eLine LLC تأسیس کردند.
در ژوئن ۲۰۱۴، این شرکت انتشار آرشیو کامل تصاویر و تصاویر (فیلم و ویدئو) مربوط به دهه ۱۹۶۰ که مجله خصوصی را اعلام کرد، اعلام کرد. در سوئد راه اندازی شد. این مطالب از طریق یک وب سایت به نام PrivateClassics.com در دسترس است

## جوایز
در زیر تعدادی از جوایز مهم فیلم‌های خصوصی برنده شده‌است:
۱۹۹۴ جایزه AVN - بهترین ویژگی خارجی (مجله خصوصی ویدیو ۱))
1995 AVN Award - Best Counting Series Series (Magazine Private Video)
1995 AVN Award - Best Feature Foreign (Virgin Treasures ۱ & ۲)
1996 AVN Award - بهترین ویژگی خارجی (برج، قطعات ۱، ۲ و ۳)
جایزه AVN 1996 - ظالمانه‌ترین صحنه جنسیت (مجله خصوصی ویدیو ۲۰)
جایزه AVN 1997 - بهترین ویژگی خارجی (هرم)، بخشهای ۱، ۲ و ۳)
جایزه AVN 1998 - بهترین ویژگی خارجی (فراری ۱ و ۲)
جایزه AVN 1999 - بهترین ویژگی خارجی (تاتیانا ۱، ۲ و ۳)
2000 AVN Award - بهترین ویژگی خارجی (دفترچه خاطرات آماندا ۲)
۲۰۰۱ جایزه AVN - بهترین سریال Vignette خارجی خارجی (خصوصی XXX)
۲۰۰۳ جایزه AVN - بهترین ویژگی خارجی (Gladiator Private)
۲۰۰۴ جایزه AVN - بهترین ویژگی خارجی (The Loveknot اسکاتلندی)
۲۰۰۶ جایزه AVN - بهترین ویژگی خارجی (رابی nson Crusoe در جزیره گناه)
2007 AVN Award - بهترین ویژگی خارجی (جنگ‌های پورنو: قسمت ۱)
۲۰۰۷ جایزه Eroticline - بهترین فیلم اروپا (ماجراهای جنسی جایزه AVN 2009 - جایزه AVN - بهترین BDSM انتشار (خانه جنسیت و سلطه)
۲۰۰۹ جایزه AVN - بهترین ویژگی خارجی (جیسون کلت، رمز و راز سکسی) Diamonds) جایزه VENUS 2017
- بهترین برچسب بین‌المللیWikipedia site:fa.tr2tr.wiki